# Alessandro Moreschi
Alessandro Moreschi (Monte Compatri, província de Roma, 11 de novembre de 1858 - Roma, 21 d'abril de 1922), cantant líric italià, considerat l'últim castrato de la història. Se'l va conèixer com "l'angelo da Roma" (l'àngel de Roma).

## Biografia
Provinent d'una família catòlica pobra i prolífica, va ser sotmès a castració cap a l'any 1865 per a curar-lo d'una hèrnia inguinal; pel que sembla, era comú a la Itàlia de l'època realitzar aquest tipus de tractaments amb aquest procediment. Més tard, va ser enviat a estudiar cant a l'escola de Salvatore da San Lauro, sota la direcció de Gaetano Capocci, un organista i compositor de música sacra, mestre de capella a la Basílica de Sant Joan del Laterà, que va promoure la seva acceptació al Cor de la Capella Sixtina l'any 1883. Ja que la castració infantil amb finalitats artístiques havia estat prohibida l'any 1870, Moreschi va argumentar que la seva va tenir lloc abans de la promulgació de la norma prohibitòria.
Alessandro va ser solista del cor de la Capella Sixtina entre el 1883 i el 1898, on es va mantenir, ocupant diferents càrrecs fins al 1913, combinant les seves activitats administratives amb les que tenia inherents al cant.
Del seu repertori coral ens ha quedat una sèrie d'enregistraments realitzats entre 1902 i 1904, en els que va interpretar deu obres compostes especialment per a la seva tessitura. Aquests enregistraments tenen un valor excepcional perquè són l'únic testimoni en format magnètic que ens ha arribat del cant dels castrati. Després d'analitzar-les, clarament s'arriba a la conclusió que es tracta d'una veu potent, però molt mediocre i destrempada, característiques que s'han d'atribuir al fet que no va comptar amb l'educació musical que sí que van rebre els grans castrati del segle xviii, època en què aquests van assolir la glòria. Quan Moreschi va iniciar la seva carrera artística, ja havia mort feia bastant temps l'últim dels famosos castrati, Giovanni Battista Stracciavelluti (més conegut com a Velluti).
Els últims anys de la seva vida van transcórrer immersos en la solitud per a Alessandro, que va morir sense la companyia del seu fill adoptiu, que es va convertir en actor.